# Tanystylum thermophilum
Tanystylum thermophilum là một loài nhện biển trong họ Ammotheidae. Loài này thuộc chi Tanystylum. Tanystylum thermophilum được miêu tả khoa học năm 1946 bởi Barnard.